# Dragan Petrovec
Dragan Petrovec, slovenski pravnik kriminolog – penolog, * 1952, Ljubljana. Je strokovnjak na področju izvrševanja zapornih kazni.

## Življenje in delo
Obiskoval je osnovno šolo Prežihovega Voranca (ki je vmes postala osemletka) v Ljubljani in  l. 1970 maturiral na klasični gimnaziji v Ljubljani, nato pa se je vpisal na Pravno fakulteto v Ljubljani, kjer je leta 1975 diplomiral. Leta 1977 je opravil pravosodni izpit in se zaposlil na Ministrstvu za pravosodje ter se do leta 1983 ukvarjal s pravicami na zaporno kazen obsojenih oseb.
Od leta 1975 dalje je v ženskem zaporu na Igu sodeloval pri tudi v evropskem pogledu edinstvenem eksperimentu, katerega posledica je bila sprostitev režima in odpiranje dotlej strogo nadzorovanega zavoda v odprt zapor, in to ne glede na kaznivo dejanje ali dolžino kazni obsojenih. Leta 1983 se je v zaporu na Igu zaposlil ter ga na koncu tudi vodil.
Leta 1991 je magistriral na temo Meje in možnosti tretmanskega modela. Leta 1993 se je zaposlil na Inštitutu za kriminologijo, kjer je leta 1997 doktoriral s tezo O namenu kaznovanja – slepa ulica absolutnih teorij.
Ukvarja se s filozofijo in prakso kaznovanja, tretmajem obsojenih in s kriminalitetno politiko. Poučuje penologijo na podiplomskem študiju na Pravni fakulteti, na Fakulteti za socialno delo in na Fakulteti za varnostne vede Univerze v Ljubljani.
Piše kolumno za časopis Dnevnik.

## Nekaj misli, ki jih posreduje
Že desetletja tako v teoriji kot v praksi opozarja na dejstvo, da strožje kazni ne dajejo pozitivnih učinkov – ne za storilca ne za žrtev.
O sovražnem govoru, ki spet  postaja vse pogostejši:
Sovražni govor je začetek ustvarjanja ali vsaj poskusa, da bi imeli oblast nad drugim. Za oblast pa večkrat rečem, da je najmočnejša droga. Humanistični psiholog Abraham Maslow je rekel, da zdravi ljudje nimajo radi oblasti nad drugimi. Vendar je težko najti družbeno skupnost, celo kolektiv, kjer teh poskusov ne bi bilo.
Najpogostejši argument tistih, ki jim je sovražni govor blizu, je, da je to svoboda govora, ki je ne smemo zatirati, ker ima prednost pred vsemi drugimi svoboščinami in pravicami. Poleg tega trdijo, da beseda ne ubija. Ne eno ne drugo seveda ni res. Govor je omejen s svobodo drugega, da ga besede ne smejo prizadeti. In beseda prav tako očitno tudi ubija, sicer ne bi poznali kaznivega ravnanja, kakršno je na primer napeljevanje k umoru. Iz zgodovine pa je dobro znano, v kaj se lahko razvije nekaj, kar se začne s sovražno besedo proti kakšni skupini ljudi.

Mislim pa, da večina le ni tako (samo)destruktivna. Le nevarnost je, ki ste jo omenili – molk ob destruktivnosti drugih. To je najhuje v razmerah, ko nismo ogroženi, pa vseeno ne spregovorimo.
Na vprašanje o vzorniku ali vzornikih:
Bolj kot posameznike imam pred očmi izreke. V spominu imam še iz mladih dni zapis na notranji strani matematičnega učbenika za gimnazijo: Ne boj se in ne sovraži. Napis je izbral pisec učbenika prof. France Križanič, avtor pa je Indijec Dhan Gopal Mukerji, sicer pisec knjige Mladost v džungli. Ker je šlo za matematiko in temu primerne pedagoge, nobeno od priporočil ni bilo doseženo ;-) . Kot vodilo pa se mi zdi zelo primerno za vse razmere in čase.

## Objave
- Petrovec, Dragan (1997). O namenu kaznovanja : (slepa ulica absolutnih teorij) : doktorska disertacija (PhD). (COBISS)
- Kazen brez zločina, znanstvena monografija. Ljubljana: SH Zavod za založniško dejavnost, 1998.  (COBISS)
- Ideja in realnost socioterapevtske usmeritve. Ljubljana: Inštitut za kriminologijo pri Pravni fakulteti, 1999. (COBISS)
- Mediji in nasilje, strokovna monografija. Ljubljana: Mirovni inštitut, 2003.  (COBISS)
- Kult žrtve, strokovna monografija. Ljubljana: GV založba, 2005. (COBISS)[4]
- Fanči s psihiatrije in še hujše zgodbe. Ljubljana: Sanje, 2015. (COBISS) (leposlovje-zbirka zgodb)[4]
- Nasilje pod masko. Ljubljana: Sanje, 2015. (COBISS)
  - Nasilje pod maskom (bosanski), Sarajevo : Dobra knjiga, 2017  (COBISS)
  - Gewalt unter der Maske : essays, 2019 (COBISS)
  - La violence sous le masque Montreuil : Éditions franco-slovènes & Cie, cop. 2021  (COBISS)
- Vpliv družbenih sprememb na izvrševanje kazenskih sankcij. Ljubljana:  Inštitut za kriminologijo pri Pravni fakulteti v Ljubljani, 2004. (COBISS)
- Pismo nigerijske vdove. Ljubljana: OPRO, zavod za aplikativne študije, 2018. (COBISS) (leposlovje-zbirka zgodb)[4]
- Stopinje upora : časopisni eseji 2015-2021, Založba	Primus, Brežice, 2021  (COBISS)
- Ljubiti morilca : časopisni eseji 2021-2023, Založba	Primus, Brežice, 2023  (COBISS)
- Brodolom (2025) (COBISS), elektronska izdaja (COBISS) (leposlovje-zbirka zgodb)